# The Basketball Diaries
The Basketball Diaries é um livro de memórias de 1978 do escritor e músico Jim Carroll. A obra é uma reunião editada do diário que ele manteve entre os doze e dezesseis anos. Ambientado em Nova York, detalha sua vida cotidiana, experiências sexuais, sua carreira como jogador de basquete na escola secundária, a paranoia com a Guerra Fria, o movimento de contracultura e, especialmente, seu vício em heroína, que se iniciou aos treze anos de idade.
O livro é considerado um clássico da literatura adolescente; Carroll posteriormente lançou uma sequência com o título de The Downtown Diaries que aborda sua mudança para a Califórnia e o prosseguimento de seu vício na heroína.
A obra foi transformada num filme homônimo em 1995, com os atores Leonardo DiCaprio e Mark Wahlberg.